# Georg Friedrich Haas
Georg Friedrich Haas (født 16. august 1953 i Graz) er en østrigsk komponist.
Haas er opvokset i Tschagguns i delstaten Vorarlberg. Han studerede komposition, klaver og musikpædagogik ved Universität für Musik und darstellende Kunst Graz 1972 til 1979. Herudover studerede han hos Friedrich Cerha i Wien. Haas deltog flere gange i Darmstädter Ferienkurse og i Stage d'Informatique Musicale pour compositeur ved IRCAM i Paris, og han har modtaget flere priser og stipendier i Tyskland og Østrig.
Han er medstifter af komponistforeningen die andere saite i Graz. Haas underviste først som docent siden som professor ved Universität für Musik und darstellende Kunst Graz, bl.a. i fagene nutidig kompositionsteknik og kontrapunkt. Siden efteråret 2005 er han desuden docent i komposition ved musikhøjskolen Musik-Akademie der Stadt Basel i Schweiz.
Haas' stiler minder om György Ligeti i sin brug af mikropolyfoni, mikrointervaller og udnyttelsen af deltonerækker. Musikken er præget af klangmæssige eksperimenter, som ofte falder tilbage på 12-tonesystemet.

## Værker
- Adolf Wölffli. Kammeropera (Graz 1981)
- Drei Hommages für einen Pianisten und zwei im Abstand eines Vierteltons gestimmte Klaviere (1985)
- ...Schatten...durch unausdenkliche Wälder für zwei Klaviere und zwei Schlagzeuger (1992)
- Descendiendo für Orchester (1993)
- ...aus freier Lust...verbunden... für verschiedene Besetzungen (1994)
- Nacht-Schatten (1994 Bregenz)
- Nacht. Kammeropera i 24 billeder. Libretto af komponisten efter tekster af Friedrich Hölderlin (opført musikalsk 1996 Bregenz, scenisk 1998 Bregenz)
- Fremde Welten. Koncert for klaver og 20 strygere (1997)
- Violinkonzert (1998)
- Nach-ruf...ent-gleitend... für Ensemble (1999)
- Torso. Nach der unvollendeten Klaviersonate C-Dur D 840 von Franz Schubert für großes Orchester (1999/2000)
- in vain für 24 Instrumente (2000/02)
- ...sodass ich’s hernach mit einem Blick gleichsam wie ein schönes Bild... im Geist übersehe (2001)
- tria ex uno für Ensemble (2001/02)
- de terrae fine für Violine solo (2001)
- Blumenstück (2001)
- flow and friction für Sechzehnteltonklavier zu vier Händen (2001)
- 3. Streichquartett "In iij. Noct" (2003)
- Die schöne Wunde. Oper nach Franz Kafka, Edgar Allan Poe u. a. (2003, Bregenz)
- Natures mortes für Orchester und Akkordeon (Donaueschinger Musiktage 2003)
- 4. Streichquartett (2003)
- Opus 68 für großes Orchester nach der 9. Klaviersonate von Alexander Skrjabin (2004)
- Konzert für Violoncello und großes Orchester (2004)
- Haiku für Bariton und 10 Instrumente (2005)
- Ritual für zwölf große Trommeln und drei Blaskapellen (2005)
- Sieben Klangräume (Salzburg 2005)
- Hyperion. Konzert für Lichtstimme und Orchester (Donaueschinger Musiktage 2006)
- Bruchstück für großes Orchester (2007)
- Konzert für Klavier und Orchester (2007)
- Melancholia. Opera efter roman af Jon Fosse (2008)
- Wissenschaftliche Aufsätze über die Arbeiten von Luigi Nono, Ivan Wyschnegradsky, Alois Hába und Pierre Boulez

1. ↑  Navnet er anført på engelsk og stammer fra Wikidata hvor navnet endnu ikke findes på dansk.
2. ↑  Navnet er anført på engelsk og stammer fra Wikidata hvor navnet endnu ikke findes på dansk.
3. ↑  Navnet er anført på engelsk og stammer fra Wikidata hvor navnet endnu ikke findes på dansk.
4. ↑  Navnet er anført på svensk og stammer fra Wikidata hvor navnet endnu ikke findes på dansk.
5. ↑  Navnet er anført på tysk og stammer fra Wikidata hvor navnet endnu ikke findes på dansk.
6. ↑  Navnet er anført på bokmål og stammer fra Wikidata hvor navnet endnu ikke findes på dansk.